# Suso Santana
Jesus Manuel Santana Abréu (San Cristóbal de La Laguna, Santa Cruz de Tenerife, España, 2 de marzo de 1985) es un exfutbolista español. Jugó de volante en el Club Deportivo Tenerife.

## Trayectoria

### CD Tenerife
Santana comenzó su carrera profesional en el CD Tenerife, firmando en 2002 por el juvenil. Al principio, fue cedido al Atlético Arona CF y a la AD Laguna de la Tercera División para ganar experiencia.
Suso jugó una temporada completa con el Tenerife en Segunda División, pero las oportunidades continuaron siendo limitadas para él en el equipo principal y fue cedido otras dos temporadas al CD San Isidro y UD Fuerteventura, equipos de Segunda División B. Con el primero, terminó como máximo anotador en la campaña 2008-09, con nueve goles, aunque el club sería descendido por problemas financieros.

### Heart
Las actuaciones de Suso llamaron la atención del entrenador del Heart, Csaba László, quien lo contrató en una transferencia gratuita desde Tenerife el 30 de junio de 2009. Tuvo un buen comienzo en el Tynecastle Stadium, jugando en todos los partidos de pretemporada e impresionando especialmente en los amistosos contra Bolton Wanderers (donde marcó el único gol del partido) y Sunderland, siendo el hombre del partido.
Sin embargo, en la Premier League escocesa, las actuaciones de Santana fueron algo erráticas: durante el empate 2-2 de Hearts con St Johnstone, fue reemplazado después de un supuesto incidente de escupir. A partir de ese momento, mejoró de nuevo, siendo nombrado como el hombre del partido en la victoria 1-0 del equipo sobre Kilmarnock el 15 de septiembre de 2009; anotó su primer gol para el club cinco días después, abriendo el marcador en una derrota por 1-2 ante el Celtic en el Celtic Park, con un tiro de largo alcance.
El segundo gol de Suso con el Heart llegó una semana después, el segundo en la victoria por 2-1 sobre Hamilton Academical. También anotó contra los eventuales campeones, los Rangers en una derrota por 1-4 en casa, de una volea.
La segunda temporada de Suso en Escocia fue golpeada por lesiones, además tuvo que someterse a una cirugía de rodilla a finales de abril de 2011. Después de volver a estar en forma, comenzó a aparecer para Heart como sustituto. El 18 de marzo de 2012 anotó su segundo gol de la temporada 2011-12, anotando en el minuto 90 de una victoria por 2-0 frente al Hibernian; también ayudó al equipo a ganar la Copa escocesa de la temporada, pero se fue a principios de julio.

### Vuelta al CD Tenerife
Santana regresó al Tenerife el 6 de julio de 2012. Marcó cinco goles en su primera temporada ayudando al club a regresar al Segunda División. Tras ocho temporadas al final de la 2020-21 se retiró de la práctica profesional del fútbol, siguiendo ligado al CD Tenerife en funciones deportivas e institucionales.

## Clubes
| Club                | País    | Año       |
| ------------------- | ------- | --------- |
| Atlético Arona      | España  | 2004-2005 |
| AD Laguna           | España  | 2005-2006 |
| CD Tenerife         | España  | 2006-2007 |
| CD San Isidro       | España  | 2007-2008 |
| UD Fuerteventura    | España  | 2008-2009 |
| Heart of Midlothian | Escocia | 2009-2012 |
| CD Tenerife         | España  | 2012-2021 |

## Palmarés

### Campeonatos internacionales
| Título          | Club                | País    | Año  |
| --------------- | ------------------- | ------- | ---- |
| Copa de Escocia | Heart of Midlothian | Escocia | 2012 |